# تراسي بيردسال
تراسي بيردسال (بالإنجليزية: Tracey Birdsall-Smith)‏ هي ممثلة أمريكية، ولدت في 6 يوليو 1963 في فان نويس في الولايات المتحدة.

## وصلات خارجية
- الموقع الرسمي
- تراسي بيردسال على موقع IMDb (الإنجليزية)
- تراسي بيردسال على موقع قاعدة بيانات الفيلم (الإنجليزية)